# Свети Јован војник
Свети Јован војник је православни хришћански светитељ из IV века.

## Биографија
Живео је у време прогона хришћана од стране римскога цара Јулијана Одступника (361—363 г.). Службовао је у његовој војсци. Заједно са другим војницима био је приморан да и сам прогони и убија хришћане. Уместо да то чини тајно их је помагао. Обавештавао их је када креће потера да се склоне, а ухваћеним хришћанима он је проналазио начине да побегну. Због тога је и сам био ухапшен и мучен. Након смрти цара Јулијана 363. године ослобођен је заједно са другим хришћанима.
Не зна се тачан датунм смирти, по предању умро у дубокој старости.
Православна црква га помиње 30. јула по јулијанском календару.